# Jean Dembarrère
Jean Dembarrère, né le 3 juillet 1747 à Tarbes dans le département des Hautes-Pyrénées, mort le 3 mars 1828 à Lourdes (Hautes-Pyrénées), est un général français de la Révolution et de l’Empire.

## Biographie
Jean Dembarrère est né dans une famille noble. Son père, Jean-François Dembarrère, appartenait à une famille originaire de Lourdes. Il est avocat au parlement et premier consul à Tarbes. Il a épousé en 1725 à Tarbes Anne de Caubotte dont la dot a donné une grande aisance au ménage. Elle est la sœur de Philibert Caubotte qui est en 1760 avocat en parlement, premier consul et maire de Lourdes.
En 1768, il entre avec le grade de lieutenant en second à l'École royale du génie de Mézières. Nommé ingénieur deux ans après, et capitaine de la même arme en 1777, il devient commandant du génie à Brest en 1792.
Appelé à l'armée du Nord lors des premières hostilités, il concourt avec le capitaine Lauriston à la défense de Valenciennes, qui ne se rend qu'après quarante jours de bombardement. La conduite de Dembarrère durant ce siège lui vaut le grade de chef de brigade, et il suit en cette qualité la garnison qui est envoyée dans la Vendée.
Au combat de Doué le 27 fructidor an II, il fait les savantes dispositions de bataille qui permettent au général Santerre de vaincre d'Autichamp et Talmont. Général de division le 28 pluviôse an III, il demande et obtient de quitter l'armée de l'Ouest. On l'envoie d'abord à Metz, puis peu de temps après à l'armée de l'Ouest, et ensuite à l'armée d'Italie, où il a le commandement en chef de l'arme du génie.
Quand cette armée éprouve à son tour des revers qui l'obligent à se concentrer, en floréal an VIII, sur les rives du Var pour arrêter l'ennemi prêt à envahir la Provence, Dembarrère est chargé de diriger les fortifications sur toute la ligne, et notamment celles de la tête du pont du Var, qu'il défend en personne sous le feu le plus meurtrier.
Il seconde puissamment les efforts du général en chef Rochambeau, particulièrement dans la journée du 30 floréal an VIII, où les Autrichiens repoussés par deux fois, perdent tout espoir d'effectuer leur passage. Il est nommé membre et commandeur de la Légion d'honneur les 19 frimaire et 25 prairial an XII. Dembarrère continue à servir activement, soit à l'armée, soit comme inspecteur général jusqu'au 12 pluviôse an XIII, époque de son élévation à la dignité de sénateur. C'était la récompense de près de quarante ans de travaux. L'Empereur le crée comte de l'Empire par lettre du 15 juin 1808.
En 1811, il préside le collège électoral des Hautes-Pyrénées.
On lit dans un livre intitulé : Monsieur de Talleyrand, tome IV, page 251 : Que ce sénateur était sous l'influence du prince de Bénévent, et que, dès 1813, il était dans une conspiration ourdie contre le chef de l'Empire.
Lors des événements de 1814, il prend part aux délibérations du sénat conservateur, qui arrête la formation d'un gouvernement provisoire, la déchéance de Napoléon Ier et le rappel des Bourbons. Aussi, est-il compris dans la première promotion de chevalier de Saint-Louis et de pairs de France faite par Louis XVIII le 4 juin 1814. Le 23 août suivant, il est nommé grand officier de la Légion d'honneur.
Napoléon, à son retour de l'île d'Elbe, l'éloigne de la Chambre, mais Louis XVIII l'y réintégre après les Cent-Jours. Dembarrère s'abstient de voter dans le procès du maréchal Ney. Louis XVIII le confirme dans son titre de comte attaché à la paierie par lettres-patentes du 20 décembre 1817. Il prend rarement la parole, et meurt à Lourdes le 3 mars 1828.

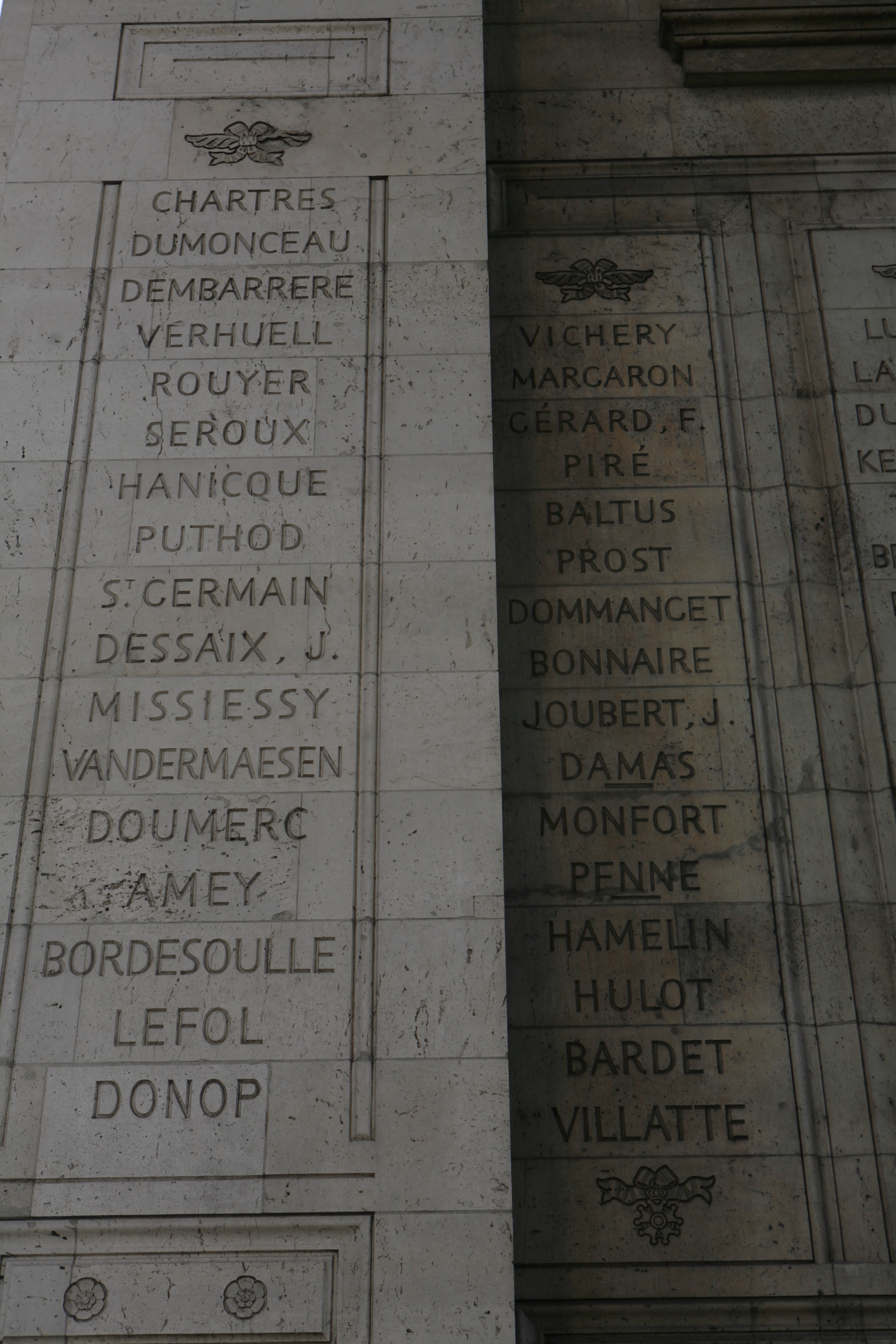
Noms gravés sous l'arc de triomphe de l'Étoile : pilier Ouest, 1ère et 2e colonnes.

Son nom est gravé sur le monument de l'arc de triomphe de l'Étoile, côté Nord.

## Titres
- Comte Dembarrère et de l'Empire (lettres patentes du 15 juin 1808, Bayonne) ;
- Pair de France[2] :
  - Pair « à vie » par l'ordonnance du 4 juin 1814 ;
  - Comte-pair héréditaire du 31 août 1817, lettres patentes du 20 décembre 1817 ;

## Distinctions
- Légion d'honneur[3] :
  - Chevalier de la Légion d'honneur le 19 frimaire an XII (11 décembre 1803), puis,
  - Commandant de la Légion d'honneur le 25 prairial an XII (14 juin 1804), puis,
  - Grand officier de la Légion d'honneur le 23 août 1814.
- Chevalier de Saint-Louis.

## Armoiries
| Figure | Blasonnement |
|        | Armes du comte Dembarrère et de l'Empire D'azur, à une épée d'or en pal, la pointe en haut, posée sur un compas de même dont les pointes sont en bas, en chef une barrière d'argent semée et clouée de sable : quartier des comtes-sénateurs. - Livrées : bleu, jaune et blanc. Armes parlantes (barrière ⇒ Dembarrère). |
|        | Armes du comte Dembarrère, pair héréditaire D'azur au compas d'or ouvert soutenu d'une épée du même en pal, surmonté à dextre d'une tour du même et à senestre d'une barrière d'argent cloutée et ferrée de sable. Armes parlantes (barrière ⇒ Dembarrère).                                                              |